# San Benedetto Belbo
San Benedetto Belbo là một đô thị tại tỉnh Cuneo trong vùng Piedmont của Italia, vị trí cách khoảng 70 km về phía đông nam của Torino và khoảng 40 km về phía đông bắc của Cuneo. Tại thời điểm ngày 31 tháng 12 năm 2004, đô thị này có dân số 190 người và diện tích 5,0 km².
San Benedetto Belbo giáp các đô thị: Bossolasco, Mombarcaro, Murazzano và Niella Belbo.